# Прекрасная Амми из Мариенталя и Михель-киргиз

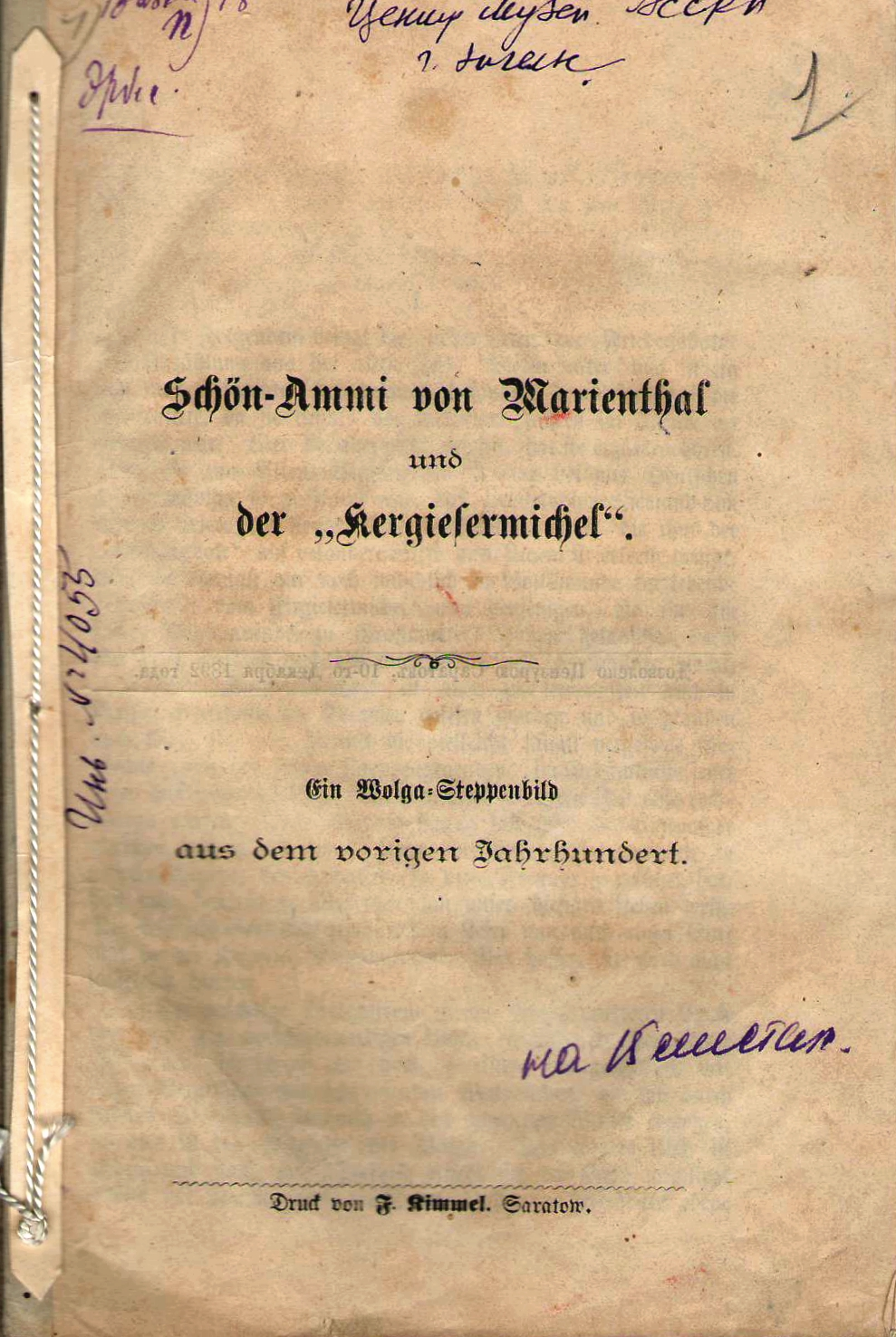
«Schön-Ammi von Marienthal und der „Kergiesermichel“» Анонимное издание на немецком языке (автор называет себя «Вестником мира», Friedensbote), Саратов, 1892 год

«Прекрасная Амми из Мариенталя и Михель-киргиз» — народное предание поволжских немцев, в литературной обработке в первый раз опубликованное во второй половине XIX века. Предание отражает начальный этап немецкой колонизации Поволжья, когда поселенцы были вынуждены вступать в не всегда мирные контакты с кочевниками Киргиз-Кайсацкой Орды. Иногда связывается с конкретным особенно опустошительным набегом на колонию Мариенталь (тогда Пфанненштиль) 15 августа 1776 года.

## Немецкое название
В различных публикациях предания и его упоминаниях зафиксировано несколько вариантов названия, которые отражают как стилистические различия, так и различия между старым и современным написаниями:
- Schön Ammi von Mariental und der Kirgisen-Michel[2]
- Schön-Ammi von Marienthal und der „Kirgisermichel“[3]
- Fest und Treu, oder, der Kirgisen-Michel und die Schön Ammie aus Pfannenstiel (названиe пьесы)[4]
- Die schöne Ammi aus Marienthal und der Kirgisenmichel[1]

## Сюжет
Михель (Ханна-Михель в ряде версий), юноша из Мариенталя, схвачен во время набега «киргизов» (киргиз-кайсаков) и попал в рабство к богатому владельцу. Тихим нравом и трудолюбием Михель завоёвывает расположение своего хозяина. Тот хочет дать ему права свободного члена клана и женить на своей дочери Сулейке (Sulejka). Сулейка влюблена в Михеля, но тот верен любви к прекрасной Амми (краткая форма от Анна-Мария) из Мариенталя. Счастье любимого оказывается важнее собственных чувств к нему, и Сулейка ценой жизни помогает Михелю бежать домой.

## История опубликования
В литературной обработке Фридриха Дзирне предание было опубликовано на немецком в 1868 году под названием «Schön Ammi von Mariental und der Kirgisen-Michel».
На русском языке предание опубликовано в 1875 году в обработке Т. И. Герольдова под названием «Прекрасная Амми из Мариенталя и „Киргиз-Михэль“».
Новый всплеск интереса к преданию произошёл в начале 1914 года, когда поволжские немцы готовились отмечать 150-летие начала немецкой колонизации Поволжья. В том числе Готтлиб фон Гёбель (Gottlieb von Göbel, литературный псевдоним пастора Готтлиба Бераца) и школьный учитель Александр Хунгер (Alexander Hunger) написали на основе предания двухактную пьесу «Твёрдо и верно, или Киргизен-Михель и прекрасная Амми из Пфанненштиля» (Fest und Treu, oder, der Kirgisen-Michel und die Schön Ammie aus Pfannenstiel). В названии, помимо большей его «театральности», был также устранён вероятный анахронизм: в подразумеваемую преданием эпоху Мариенталь был бы ещё под своим первоначальным названием.
Писательница Антонина Шнайдер-Стремякова, праправнучка Антона Шнайдера, опираясь на исследованные архивы, утверждает, что запись предания в первый раз была осуществлена в середине XIX века её предком. Поэтому ею в 2018 году был опубликован вариант предания за авторством Антона Шнайдера и указанием себя как переводчицы на русский язык.

## Анализ произведения
Историк Виктор Кригер отмечает неверную, с его точки зрения, трактовку предания современными исследователями. Это прежде всего романтическая история, созданная немцами, оказавшимися в совершенно иной этнокультурной обстановке, вдали от Германии. Некоторые же исследователи подают это как пример одного из этапов формирования нового отдельного этноса: поволжских немцев.
Писатель Ингмар Бранч отмечает общую тяжеловесность и статичность диалогов в пьесе 1914 года, авторы которой постарались добавить архаики и классицизма XVIII века. По сравнению с ней выигрышно выглядит версия 1868 года, в которой сохранена простота и выразительность языка.
Этнограф и лексиколог Г. Г. Дингес относит язык дошедших до нас версий образчиком екатериненштадтского диалекта, в который уже проникли разнообразные лексические заимствования из русского и татарского языков, к примеру:  Kaftan (кафтан), Ambar (амбар), Pferdetabun и Tabunenhirte (лошадиный табун).